# Шипка (Пловдив)
Вижте пояснителната страница за други значения на Шипка.
Шипка е български футболен отбор от град Пловдив. Основан е през 1929 г. През 1934 г. става шампион на Пловдивска област след като на финала побеждава силния тим на Бенковски Пазарджик – 0:2 и 6:0, и се сдобива с право да участва в Държавното първенство. Отпада на осминафинала от Ботев (Ямбол) след 1:4 в Пловдив. Прекратява съществуването си през 1944 г., когато се обединява с Ботев Пловдив. Цветове: червено и синьо. Наричали го „червения тим“, тъй като в клуба членували предимно левичарски настроени работници и ученици.

## Успехи
- 12 място в Държавното първенство през 1934 г.

## Известни футболисти
- Атанас Мастагарков
- Борис Димитров
- Никола Даскалов
- Петър Николов
- Костадин Бозуков
- Мальо Динчев
- Георги Генов-Джогата
- Никола Дундаров
- Иван Николов
- Ташо Запрянов